# Гелгуд, Антоний
Антоний Гелгуд (пол. Antoni Giełgud, 1792—1831) — польский генерал из рода Гелгудов, участник восстания 1830 года.

## Биография
Сын последнего надворного маршалка литовского Михала Гелгуда и Элеоноры Тышкевич. В 1812 году участвовал в нашествии Наполеона на Россию. После 1815 года Гелгуд был назначен начальником бригады в Царстве Польском.
Принял участие в восстании 1830 года. Ему поручено было войти с особым отрядом в Литву и присоединить к себе действовавшие там отряды Хлаповского и Дембинского. Около середины мая 1831 соединение это удалось осуществить. После столкновения под Райгродом против незначительного русского отряда генерала Сакена, удачного для Гелгуда, далее он долго медлил и только 7 (19) июня решился атаковать Вильну, притом не всеми своими силами. Русские тем временем успели получить подкрепление, и атака мятежников кончилась полной неудачей. Дальнейшие действия Гелгуд ограничились стычкой с отрядом генерала Деллингсгаузена 11 (23) июня и тщетными попытками овладеть городом Шавли (совр. Шяуляй). Корпус Гелгуда был разделен на отдельные части, а сам он отрешен от командования. С отрядом Хлаповского Гелгуд прибыл к прусской границе и 19 июня (1 июля) перешел её; но тут же был застрелен поручиком Скульским, подозревавшим его в измене.